# 박숙경
박숙경(1950년 ~ )은 대한민국의 검사이다. 1974년 서울대학교 법과대학을 졸업한 후 1980년 제22회 사법시험에 합격하였다. 사법연수원 12기 수료 후 1982년에 조배숙과 함께 여성으로는 최초로 대한민국 검사에 임용되었다.